# Основно училище „Св. Климент Охридски“, Бяла Слатина
Основно училище „Св. Климент Охридски“ е училище в град Бяла Слатина.

## История
Наследник е на преместеното през 1889 г. от Кнежа окръжно трикласно училище.

## Администрация

### Учители
- с висше образование (магистър и бакалавър) – 23
- с висше образование (специалист) – 5